# Gulzarilal Nanda
Gulzarilal Nanda (punjabi: ਗੁਲਜਾਰੀ ਲਾਲ ਨੰਦਾ, hindi: गुलजारीलाल नन्दा ) (Sialkot, 4 luglio 1898 – Nuova Delhi, 15 gennaio 1998) è stato un politico indiano, per due volte fu Primo ministro dell'India.